# 호세 마리아 보카네그라
호세 마리아 보카네그라(스페인어: José María Bocanegra, 1791년 10월 17일 ~ 1864년 11월 13일)은 멕시코의 변호사이자 1829년 잠시 멕시코의 대통령을 했던 정치인이다.

## 이력
보카네그라는 멕시코 시티에 있는 콜레지오 데 산 일데폰소를 졸업하면서, 변호사가 되었다. 식민기 동안 그는 아우디엔시아 (Audiencia)의 변호사이자 변호사 협회의 회원이었다. 그는 빈민을 위한 호스피스 자선 위원회의 부의장이었다. 그는 1824년 최초의 멕시코 선거인 대회의 대위원이 되었다. 그는 아구스틴 데 이투르비데가 제위 (이괄라 계획)하는 것을 지지했지만, 그의 전권 운동은 저지당했다.
보카네그라는 1827년 하원에 들어갔으며, 1829년 1월 26일 과달루페 빅토리아 대통령은 그를 내외관계장관으로 임명했다. 그는 비센테 게레로로 통치의 변화가 있던 1829년 4월 1일까지 이 자리를 유지했었다.
1829년 12월 4일 부통령 아나스타시오 부스타만테가 게레로에 반대하는 반란 (할라파 계획)을 일으켰다. 게레로는 전장에서 폭도들과 전투하기 위하여 의회로부터 승인을 받았다. 1829년 12월 18일 보카네그라는 게레로의 부재동안 대법원장으로서 그의 위치 덕분에 잠시 대통령이 되었다. 그는 그날로부터 1829년 12월 23일까지 단 5일간 재임했다. 12월 23일에, 멕시코 시티의 군사 시설이 할라파 계획에 합류했으며 보카네그라의 승인을 철회했다. 그들은 페데로 벨레스, 루카스 알라만, 루이스 데 킨타나르의 행정관 삼두정치를 설비했다. 보카네그라는 변호사로서 직업상 의무로 돌아왔다.

## 같이 보기
- 멕시코의 국가원수 목록